# 筏釣り
筏釣り（いかだつり）とは、海上に設置された固定された筏、カセ（小船）から釣る漁法である。カセ釣りともいう。

## 概要
釣り専用の筏に渡船で渡り、釣りをすることを指すが、養殖筏や真珠棚に一畳分の板を乗せ（コンパネと呼ぶ）、そこから釣りをすることも筏釣りと呼ぶ。
フロートの上に板を敷いたものが筏であるが、筏の代わりに廃船となった小舟を使用した物はカセ釣りと呼ばれるが、養殖筏やカキ筏にカセを掛けて釣ったり、清水港に代表されるように渡船屋が動力船でカセを引っ張って行きポイントでアンカーを降ろして釣る釣り方もカセ釣りと呼ばれる。
サビキ釣りによりアジ、エギングによりアオリイカを釣る人も多くいるが、米糠、集魚剤と攪拌させた（若狭ではサナギを混入した赤土を使用したり、清水港ではオカラを使用する）ダンゴを使用し、チヌ＝クロダイを釣る事を一般的に筏釣りと呼ぶことが多く、ここではチヌ釣りを元に説明していく。

## 歴史、釣り方
チヌの筏釣りは福井県の日向湖もしくは若狭本郷が発祥の地と言われておりこれが次第に若狭全域、三重南部、和歌山に広がって行ったといわれているが、詳しい事はわかっていない。
関東地区には房総半島、三浦半島に数件あるのみで中部、西日本にて盛んなようである。
今では、ほとんどの筏にはトイレが設備されており、女性チヌ釣り師も安心して釣ることが可能。
釣り方としては筏の周りに自分の撒き餌（ダンゴ）でポイントを作り、そこにチヌを 寄せて釣り上げる釣りである。ダンゴはチヌを濁りと集魚剤により寄せる役目の他、ダンゴでサシエサを包むことにより、フグその他価値のない雑魚である餌取りから刺し餌を守り海底まで刺し餌を持たせる、という役目もある。この釣り方は同じダンゴを使った紀州釣りと良くにているが、違いはアタリをウキでとる（紀州釣り）か、穂先で取るかの違いである。
サシエサを包んだ団子が割れてサシエサが出た瞬間が一番チヌが釣れることが多いとされる。
握って落とした団子が固すぎるといつまでたってもサシエサが出ないこともあり、サシエサが抜けてからも穂先を押さえ込むチヌ独特のアタリを見極めてアワセ（竿を振り上げて釣り針を魚に引っ掛ける行為）をしないと餌取りしか釣れないこともあることから、一人前の釣果を挙げるまで経験を要す事が多いとされるジャンルの釣りである。
うまくチヌの口にフッキングしても後述のように短竿を使用することから、手も竿の一部としてチヌの引きこみを吸収しないとハリス切れ等バラシの原因となることから、チヌの強い引き味を求める為にこの釣りに精を出すファンも少なくない。
サシエサを包む団子釣りが基本だが、時には錘を使用し、サシエサの着いた針を釣り座周辺に手で投げ込み、海底に堆積したダンゴ周辺を回遊するチヌを仕留める方法もある。これを広角釣法と呼ぶ。
水深以上のラインを足元に手繰り、サシエサの着いた針を放り投げる方法であるため、糸が絡んだりトラブルも多く、この方法を円滑に行うにはやはり経験が必要である。

## 使用する釣具
一般的に1.2 - 1.8メートル位の筏竿を使用する。穂先はワカサギ竿のように繊細で細く、サシエサのモエビが跳ねる様子までもが竿先に現れるほど繊細な穂先が好んでつかわれる。ガイドもごく小さいものが使われ、非常に小さい事が多いチヌのアタリを逃さないように出来ている。
リールは両軸リール片軸リールのものが使われる。ラインはフロロカーボン製のハリス1号 - 3号を直接巻いて使用する。
竿が短く、ガイドも糸の結び目が通らない程小さいため、道糸は使わずハリスのみをリールに巻き、先端に針を結んだだけの極めてシンプルな仕掛けを使用する。潮流により錘を全く使わなかったり、糸に直接噛みつけるガン玉錘を使用したりする。

## 使用する餌
ダンゴは米糠にサナギ粉、押麦、魚粉、コーン、砂等を混ぜたものを使用する。水深がある場合は軽い糠では沈下までのロスが大きいため砂を増量する事もある。
そのほか、臭覚でチヌを寄せることが期待できることから、釣り餌メーカー大手のマルキュー製品であるチヌパワー、チヌスパイス等集魚剤を混ぜて使うのが一般的である。
臭覚で寄せたチヌを釣り人の足元（ポイント）に定着させるため、捕食集魚剤として、サナギミンチ、サシエサにも使うコーン、モエビ（湖産エビ）をダンゴに混ぜて使用する。
一方、四国、若狭地方ではダンゴベースに赤土を使用し、清水港では豆腐を作る過程で出来たオカラを使用する。
いずれも一日の使用料は30キログラム～ほどである。
サシエサはオキアミ、粒サナギ、モエビ、コーン、ボケ、アケミ貝（イソシジミ、Nattallia japonica）、練り餌が使われる。チヌは雑食性であり、非常に多くのサシエサが使用される。
アケミ貝は丸ごと針に刺す丸貝、身が密着していない片方の殻を捨てて身が出ている状態で刺す半貝、むき身で使う方法など様々な刺し方がある